# Victor Gomoiu
 Membru  al Academiei de Științe din România

Victor Gomoiu (n. 18 aprilie 1882, Vânju Mare, România – d. 6 februarie 1960, București, România) a fost un medic chirurg și istoric al medicinei, care a îndeplinit funcția de Ministru al Sănătății și Ocrotirii Sociale  (4 septembrie 1940 - 14 septembrie 1940) în guvernul Ion Antonescu.
Victor Gomoiu a fost un medic chirurg și istoric al medicinei, care a îndeplinit funcția de ministru al sănătății (1940). În acest moment, în București există un spital de pediatrie cu numele „Gomoiu”. În orașul Vânju Mare se află „Liceul teoretic Dr. Victor Gomoiu”. Deși numele și realizările sale au fost foarte apreciate în epocă, a făcut de două ori închisoare, o lună în 1934 pe vremea regimului carlist și patru ani și patru luni (1950-1954) pe vremea regimului comunist.
Un protejat al reginei Elena, Gomoiu a căzut în dizgrația regelui Carol al II-lea, fiind arestat în 1934 pentru că a protestat împotriva sa.
Deși a fost ministru al sănătății în 2 guverne de extrema dreaptă (guvernul condus de Ion Gigurtu și primul guvern al generalului Ion Antonescu), Gomoiu s-a remarcat în timpul celui de-Al Doilea Război Mondial ca un protector al evreilor deportați în Guvernământul Transnistriei. A intervenit la Regina Elena pentru a-l elibera din lagăr pe prietenul său Barbu Lăzăreanu, un militant comunist de origine evreiască. Un jurnalist elvețian raporta că „Gomoiu era un om atât de bun încât nu își putea imagina ororile prin care treceau evreii români”. I-a vizitat și i-a îngrijit personal pe evreii din lagărele din Transnistria, amenințând-o pe regină ca va pleca din țară și îl va denunța pe Ion Antonescu, dacă deportările vor continua. 
În ciuda acestor poziții, dar și a reputației sale internaționale, Gomoiu a fost persecutat de regimul comunist. A fost închis la închisorile din Sighet și Aiud. Eliberat în 1954, acesta a refuzat să lucreze în Ministerul Sănătății, considerând că aceasta ar fi o formă de „colaboraționism”. A decedat în 1960, fiind reabilitat post-mortem în anii 1980.

## Personalitate proeminentă a medicinei

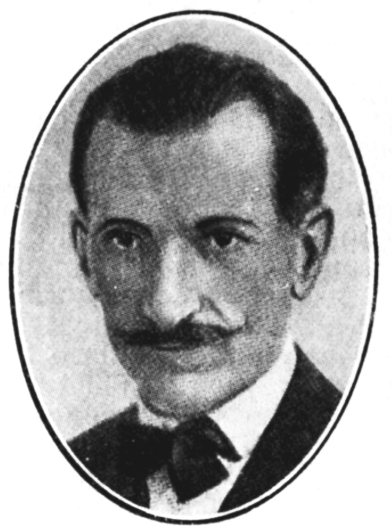
Gomoiu în 1932

Timp de mai bine de o jumătate de secol, academicianul Victor Gomoiu a dominat mediile în care a lucrat ca medic chirurg, istoriograf medical, organizator sanitar ș.a. A excelat în mai multe domenii ca știință, tehnică, asistență socială și artă. A fost unul din fondatorii studierii Istoriei Medicinei românești, prin publicarea în 1923 a cărții „Din istoria medicinii și învățământului medical românesc”, prin fondarea Societății Române de Istoria Medicinii Românești în 1929 și organizarea la București a celui de-al IX-lea Congres al Societății Internaționale de Istoria Medicinei în 1932.
La 1 februarie 1936, Victor Gomoiu a fost ales președintele Societății Internaționale de Istoria Medicinei-Paris, fiind primul român ajuns în asemenea funcție. A deținut această funcție până în 1958. Medicul oltean a făcut ambele războaie mondiale, fiind decorat pentru fapte de eroism. A fondat și a condus Uniunea Ofițerilor de Rezervă și Retragere. A avut mari merite în fondarea unor spitale din București, Mangalia, Vânju Mare, Turnu Severin etc. 
A fost membru a 17 academii de știință. A fost o personalitate culturală de excepție. Debutul său în ale literaturii se produce de timpuriu, în 1906 îl găsim membru în Comitetul de redacție al revistei poporaniste „Șezătoarea săteanului”, coleg cu George Coșbuc și G. Dumitrescu Bumbești-Jiu. A făcut cercetări medicale în poezia populară românească.

## Muzeu al medicinei la Craiova dar și Târgu-Jiu
În 1972, dr. Viorica Gomoiu a donat Universității Craiova un bogat fond documentar și muzeistic pentru fondarea muzeului medico-farmaceutic „Victor Gomoiu”, care a fost inaugurat în 1974. Memoriile sale, ținute la secret, au fost studiate,  parțial comunicate dar publicate abia în anul 2006.
Încă din 1963, farmaciștii Gheorghe Cismărescu (1900-1964) și Nicolae Zahacinschi (1919-1988) au organizat, în Craiova, o colecție de istoria farmaciei, inițial la Casa Medicului și farmacistului. După 10 ani, sub conducerea prof. univ. dr. Mihail Șcheau ( gorjean din Găvănești), pasionat cercetător al istoriei medicinii, a fost fondat Muzeul de Istoria Medicinii și Farmaciei “Victor Gomoiu”, afiliat la Universitatea din Craiova. Nucleul Muzeului îl constituie donația dr. Viorica Gomoiu care cuprinde cele mai valoroase piese muzeale adunate de-a lungul întregii sale vieți de către marele chirurg și medico-istoric prof. dr. doc. Victor Gomoiu. Concepute ca bază didactică, științifică și cultural-educativă, colecțiile Muzeului s-au îmbogățit ulterior cu peste 100 de donații valoroase ale unor personalități medici și farmaciști români (dr. Ion Jianu, dr. Odiseu Apostol, dr. Ion Vasilescu, dr. Gheorghe Magheru, acad. Ștefan Milcu etc.), precum si din donațiile studenților Facultății de Medicină din Craiova. Avându-și sediul într-o clădire revendicată, muzeul a fost evacuat și colecțiile divizate după 1990. În prezent, o parte dintre ele se află la Universitatea “Constantin Brâncuși” din Târgu-Jiu, altă parte la Muzeul de Artă “Theodor Aman” din Craiova (în special tablouri cu valoare de patrimoniu) și doar o mică parte la Disciplina de Istoria Medicinii din cadrul UMF Craiova.

## Povestea Spitalului din Bariera Vergului
Profesorului doctor Victor Gomoiu i-a aparținut ideea ridicării spitalului care astăzi, în mod meritat, îi poartă numele. În anul 1927 se desăvârșește această operă de rară caritate pentru acele vremuri destul de încurcate. Denumirea în epocă era de Spitalul “Sfânta Elena”. 
Planurile, supravegherea construcției precum și obținerea fondurilor necesare se datorează aceluiași medic, de specialitate chirurg.
Victor Gomoiu, după mai multe zile și nopți de studiu, a schițat cu mâna sa planurile de construcție, modificând planul inițial al arhitectului Gheorghe Șimotta, imaginând astfel un imens complex cu servicii de asistență medicală gratuită, având cinci mari specialități medicale: boli interne, chirurgie, obstetrică-ginecologie, pediatrie si stomatologie. Trebuie să amintim aici că arhitectul Gheorghe Șimotta, aromân de origine, a trăit între ani între anii 1891 și 1979 și a avut o activitate extreme de prodigioasă, printre creațiile sale numărându-se: Palatul Patriarhiei, Biserica Schitului Dărvari, precum și imobilele din strada C.A.Rosetti nr. 19, B-dul Magheru 31, imobilul de la intersecția B-dului Dacia cu strada Eminescu, din Aleea Modrogan nr. 2 ș. a. 
Chirurgul Victor Gomoiu a fost aspru criticat în vreme pentru locul ales, deloc primitor, să ridice spital. Mai ales și pentru că singura sursă de apă în acel moment era o pompă care se afla la câteva sute de metri de viitorul așezământ. Acestora, doctorul le-a replicat: “că oamenilor săraci de la periferii le poate fi de un real ajutor acest spital”. Către acești oameni nevoiași se îndreptase atenția medicului și omului Victor Gomoiu.
La început spitalul a fost cunoscut sub numele de “Complexul de asistență medico-socială de la Bariera Vergului” și avea nu mai puțin de 10 cabinete, pe specialități, două laboratoare, o farmacie și 60 de paturi pentru bolnavi. Spitalul avea chiar să fie citat ca model de către Secția Sanitară a Ligii Națiunilor Unite de la Geneva.
Lui Victor Gomoiu, nu i-a fost ușor a strânge banii pentru ridicarea acestui edificiu. Doctorul a bătut multe drumuri și a bătut la multe uși pentru a da viață demersului său. Majoritatea banilor aveau să vină, prin subscripție publică, de la Banca Națională, CFR și Ministerul Muncii. Ministerul Sănătății contribuind și el, dar cu o sumă neglijabilă. Doctorul Victor Gomoiu s-a angajat, în schimbul banilor colectați, să acorde asistență medicală gratuită angajaților acestor instituții pe o perioadă de 10 ani.
Deși nu a primit un credit substanțial, spitalul ridicat de către Victor Gomoiu s-a bucurat de o mare popularitate în rândul populației. După cel de-al doilea război mondial, spitalul se specializează în pediatrie, numit fiind Spitalul de copii “23 August”, iar în anul 1990, medicului i se face un act de justiție și spitalul primește numele de Spitalul Clinic de Copii “Prof. Dr. Victor Gomoiu”.